# Orfelia tapuiai
Orfelia tapuiai är en tvåvingeart som beskrevs av Lane 1950. Orfelia tapuiai ingår i släktet Orfelia och familjen platthornsmyggor. Inga underarter finns listade i Catalogue of Life.